# Mucio da Paixão
Manoel Múcio da Paixão Soares (Campos dos Goytacazes, 15 de abril de 1870 - Campos dos Goytacazes, 23 de dezembro de 1926) foi um jornalista, professor, teatrólogo, professor, desportista, historiador e político brasileiro. Foi um dos fundadores da Academia Fluminense de Letras e, pelo estado do Rio de Janeiro, ainda seria deputado estadual constituinte em 1892.

## Biografia
Em sua cidade natal, Campos dos Goytacazes, Mucio da Paixão foi professor do Liceu de Humanidades de Campos, ministrando aulas de história universal e história do Brasil. Também lecionaria no Grupo Escolar Barão de Tautphoeus e na Escola Normal de Campos - atual Instituto Superior de Educação Professor Aldo Muylaert (Isepam). Republicano histórico, pelo Partido Operário, Múcio elegeu-se deputado estadual na legislatura que elaborou a Constituição do Estado do Rio de Janeiro, em 1892.. Tinha como residência uma modesta casa na cidade de Campos dos Goytacazes, situada na Rua Saldanha Marinho, 319; atualmente já demolida. 
Como escritor, publicaria a obra “Movimento Literário de Campos dos Goytacazes”. Ainda redigiu o livro “História do Teatro no Brasil” (obra póstuma de 1936), um trabalho minucioso de reconstituição da história do teatro no Brasil, desde o Descobrimento até o início do século XX. Para escrever esta obra, Múcio da Paixão baseou-se em farta documentação, legislações, decretos e pesquisas em periódicos e bibliografias relacionadas ao tema. Outros livros dele são: Cenografias, Curiosidades e Esquisitices 
Poeta, os primeiros versos de Múcio da Paixão foram reunidos na antologia “Livros e Rosas”. Já como teatrólogo, produziu, adaptou e traduziu perto de uma centena de comédias, operetas, revistas e dramas, representados em vários teatros, muitos dos quais em Campos dos Goytacazes, especialmente no Teatro São Salvador.
Como jornalista publicaria artigos na imprensa. Em Campos dos Goytacazes escreveu nos periódicos A República, A Gazeta do Povo, Monitor Campista, O Tempo, Genesis e A Aurora, já no Rio de Janeiro (então capital federal) elaborou artigos para A Época do Teatro e a Renascença, entre outros. Cria o Centro de Imprensa de Campos, em 1925.
Por 30 anos Múcio da Paixão dedicou-se à imprensa campista, sendo figura muito importante na Associação de Imprensa Campista; tendo, no final da década de 1920, junto a ilustres profissionais de imprensa e personagens das letras e artes, participado da reunião de fundação desta entidade.
Foi membro-fundador da Academia Fluminense de Letras, em Niterói (cidade que era a então a capital estadual do Rio de Janeiro). Também foi membro titular do Instituto Histórico e Geográfico Brasileiro e correspondente das Academia Mineira de Letras e da Academia de Letras da Bahia, entre outras.
Admirador do esporte, Múcio foi um dos que criaram a Liga Campista de Desportos. Também foi fundador do Sindicato Caixeiral, atualmente Sindicato dos Comerciários de Campos dos Goytacazes.
Ao falecer, Múcio deixou inéditas diversas produções relacionadas às artes cênicas, entre elas um trabalho sobre o ator João Caetano. considerado o "pai do teatro brasileiro"; além do “Dicionário Bibliográfico do Teatro Brasileiro”.
Mucio da Paixão deixou um filho: René de Castro Soares. Múcio também era avô do jornalista, diretor teatral e dramaturgo Orávio de Campos.

## Homenagens
Múcio da Paixão foi declarado Patrono da cadeira nº 31 da Academia Campista de Letras e da cadeira nº 37 da Academia Niteroiense de Letras.
Inaugurado em 1972, situado na Avenida Alberto Torres, o moderno edifício do Teatro do Sesc, tradicional espaço cultural de Campos dos Goytacazes, foi batizado com o nome de Múcio da Paixão - cidade onde ele nasceu. A abertura em 1972 contou com a apresentação de “O Santo Inquérito”, escrita por Dias Gomes.
Ainda em Campos dos Goytacazes, a cidade natal de Múcio da Paixão, deu-se o seu nome a um extenso logradouro público no bairro do Parque Turf Club  Rua esta que foi construída, junto com outras, em 1935 para a comemoração do Centenário da Elevação de Campos da Categoria de Vila para a de Cidade.
Em 1970 a prefeitura municipal de Campos dos Goytacazes, através de seu Departamento de Difusão Cultural realizou eventos em celebração ao centenário de nascimento do escritor.